# Norman Wexler
Norman Wexler (* 6. August 1926 in New Bedford, Massachusetts; † 23. August 1999 in Washington, D.C.) war ein US-amerikanischer Drehbuchautor.

## Leben
Wexler studierte in Harvard und arbeitete dann In New York als Zeitungsreporter.
Berichten zufolge litt er an einer schweren Geisteskrankheit, angeblich an einer bipolaren Störung, und wurde 1972 verhaftet, weil er gedroht hatte, Präsident Richard Nixon zu erschießen.
In dem Buch Andy Kaufman Revealed (Andy Kaufman enthüllt) berichtet Bob Zmuda, Kaufmans Freund und Autor, über seine Erfahrungen als Assistent eines extrem exzentrischen, für den Oscar nominierten Drehbuchautors, der zu bizarren bis profanen Stunts neigte. Zmuda nennt den Mann Mr. X. Seine wilden Eskapaden und sein rüpelhaftes Verhalten sollen einen großen Einfluss auf die Erschaffung von Andy Kaufmans ikonischem Alter Ego, dem unausstehlichen Salonlöwen Tony Clifton, gehabt haben. Zmuda bestätigt die Identität von Mr. X in dem Buch nicht. Im Podcast WTF with Marc Maron bestätigte er jedoch das seit langem bestehende Gerücht, dass es sich um Wexler handelt.
Seine letzte manische Episode, die von November 1998 bis Februar 1999 dauerte, forderte einen hohen Tribut an seine Gesundheit. Am frühen Morgen des 23. August 1999 starb Wexler im Alter von 73 Jahren an einem Herzinfarkt.

## Karriere
Wexler schrieb die Drehbücher für mehrere erfolgreiche Filme, darunter Joe – Rache für Amerika, Serpico, Mandingo und Saturday Night Fever. Für Joe – Rache für Amerika und Serpico wurde er für den Oscar nominiert. Laut Bob Zmuda machte Saturday Night Fever Wexler zu einem wohlhabenden Mann. Er war ein gefragter Drehbuchautor und überarbeitete die Drehbücher zu Eine Frau sieht rot und Der Fanatiker.
Wexler war auch ein ernsthafter und erfolgreicher Dramatiker. Mehrere seiner Stücke wurden am Off-Broadway und in regionalen Theatern aufgeführt. Sein Stück The Rope wurde im Cafe La MaMa in New York aufgeführt, Red's My Color, What's Yours? gewann den Cleveland Playhouse Award und sein letztes Stück Forgive Me, Forgive Me Not wurde 1996 in Los Angeles aufgeführt und erhielt den Julie Harris Playwright Award, drei Jahre vor seinem Tod.

## Filmographie
- 1970: Joe – Rache für Amerika (Joe)
- 1973: Serpico
- 1974: Mandingo
- 1976: Die Sklavenhölle der Mandingos (Drum)
- 1977: Saturday Night Fever
- 1982: Staying Alive
- 1986: Der City Hai